# Leopoldstädter Theater
Das Leopoldstädter Theater war im 18. und 19. Jahrhundert ein bekanntes Theater in der Leopoldstadt, einer damaligen Wiener Vorstadt. Es wurde 1838 von Carl Carl erworben und war danach als Carltheater bekannt.

## Geschichte

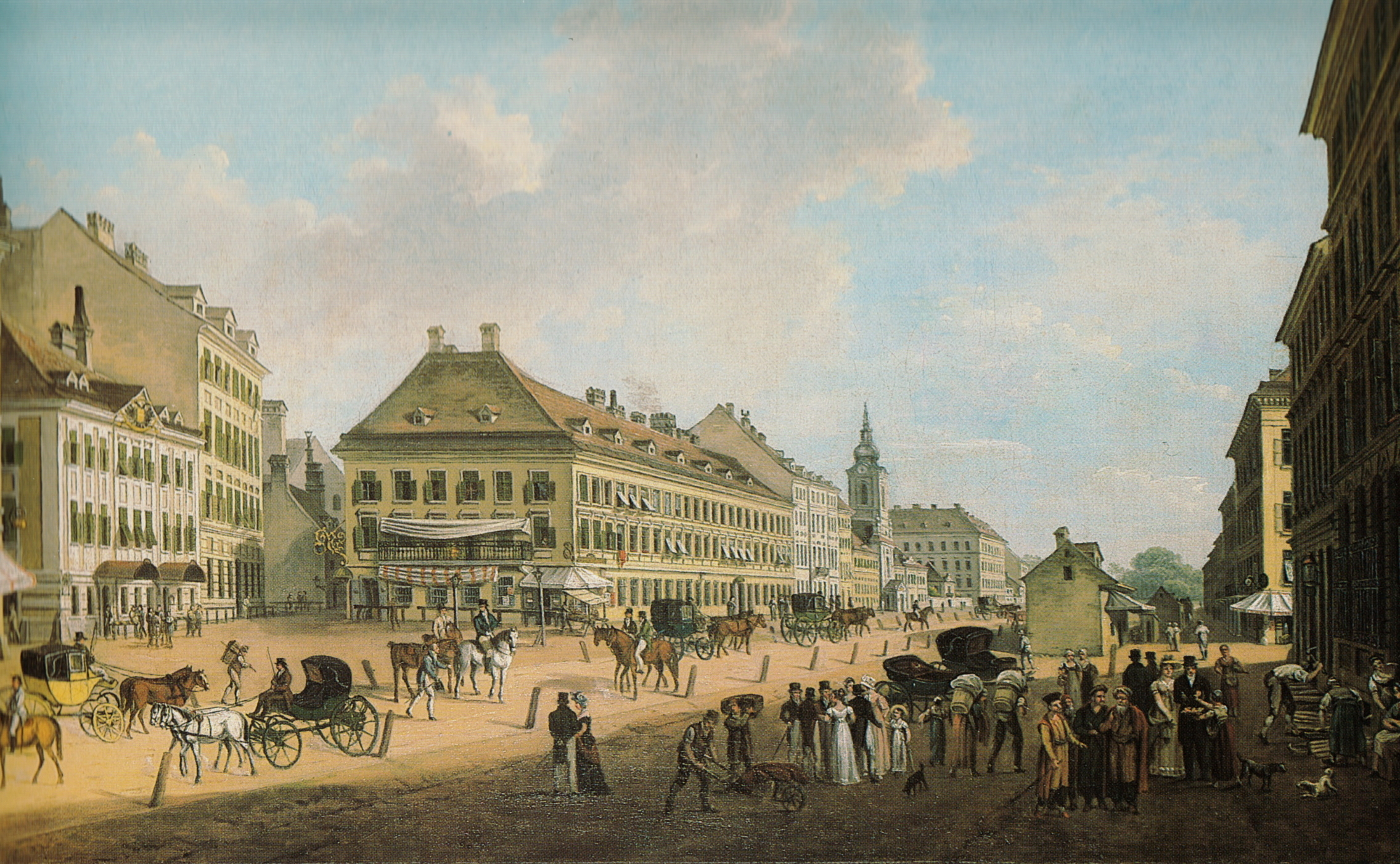
Das Leopoldstädter Theater, 1825

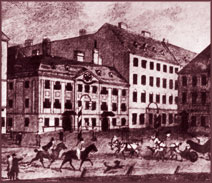
Das Theater in der Leopoldstadt, Aufführungsort der Kasperliaden von Johann Joseph La Roche

Das Leopoldstädter Theater, das erste der Wiener Vorstadttheater, wurde von Jean-Baptiste Brequin, dem kaiserlichen Wasserbaudirektor, und dem Baumeister Peter Mollner entworfen und 1781 von Karl von Marinelli eröffnet.
Der Spielplan bestand vor allem aus Lokal- und Zauberpossen, Parodien und Singspielen des Alt-Wiener Volkstheaters.
Bedeutende Schauspieler in diesem Haus aus dieser Zeit waren Anton Hasenhut, Therese Krones, Katharina Ennöckl, Johann Nepomuk Nestroy, Johann Joseph La Roche, Ferdinand Raimund und Ignaz Schuster. Große Erfolge feierte auch das Komiker-Trio Karl Blasel, Wilhelm Knaack und Josef Matras, sowie Andreas Scutta.
Erfolgreicher Bühnenschriftsteller aus dieser Zeit war Karl Friedrich Hensler. Nach dem Tod von Direktor Marinelli leitete er das Theater bis 1816, sein Nachfolger war Leopold Huber. Andere damals erfolgreiche Bühnenautoren wie Franz Xaver Gewey, Josef Alois Gleich, Friedrich Kaiser, Ferdinand Kringsteiner, Carl Meisl, Johann Nepomuk Nestroy, Joachim Perinet, Ferdinand Raimund feierten dort große Erfolge. Beinahe schon zum Inventar gehörte der Hauskomponist Wenzel Müller.
Ab 1821 inszenierte Ferdinand Raimund dort auch als Regisseur, und in den Jahren 1828 bis 1830 leitete er das Theater als Direktor.
Nach längeren finanziellen Schwierigkeiten wurde das Leopoldstädter Theater 1838 an den Theaterdirektor Carl Carl verkauft. Dieser ließ das Haus von den Architekten August Sicard von Sicardsburg und Eduard van der Nüll umbauen. 1847 wurde es unter dem Namen Carltheater neu eröffnet. Das Carltheater wurde im Zweiten Weltkrieg so sehr beschädigt, dass die Ruine 1951 abgerissen wurde.
An das Theater erinnern in der Leopoldstadt die Komödiengasse und die Marinelligasse.